# Elvira Ceballos
Elvira del Valle Ceballos, más conocida como Elvira Ceballos, (La Falda, 16 de marzo de 1949-Córdoba, 6 de septiembre de 2019), fue una pianista, pedagoga y compositora argentina. Pese a sufrir de discapacidad visual y de osteoporosis, Elvira realizó un extenso trabajo artístico y pedagógico en diferentes ciudades de Latinoamérica.
Sus composiciones, de diversos géneros musicales, han sido traducidas al Sistema Braille por medio de la Musicografía Braille.